# There's Only Black
There’s Only Black è il secondo album in studio del gruppo musicale britannico Venom Inc., pubblicato il 23 settembre 2022 dall’etichetta Nuclear Blast.

#### Contesto e produzione
Il disco segue il debutto Avé (2017) ed è il primo registrato con il batterista Jeramie Kling, subentrato ad Antony “Abaddon” Bray. L’ingresso di Kling ha contribuito a un approccio definito più frenetico, energico e progressivo, pur mantenendo le radici nel black e thrash metal tradizionale.
Durante la fase compositiva, la band aveva inizialmente concepito un album doppio, intitolato provvisoriamente Nine e ispirato all’Inferno dantesco e ai nove cerchi dell’oltretomba. Tale progetto fu modificato a seguito dei problemi di salute del chitarrista Jeff “Mantas” Dunn, colpito da un infarto nel 2018.

#### Concetto e tematiche
Il titolo trae origine da una dichiarazione di Mantas, il quale, descrivendo la propria esperienza di morte clinica durante l’infarto, affermò di non aver visto “luce o tunnel”, ma soltanto “un vortice, e c’era solo nero” (“there’s only black”). L’esperienza personale del chitarrista ha fornito il nucleo concettuale dell’opera, orientando i testi verso riflessioni di carattere esistenziale e sulla condizione umana.
A differenza del precedente Avé — concepito come un tributo ai fan storici dei Venom e alla tradizione musicale che ne ha ispirato il percorso — There’s Only Black si presenta come un lavoro di natura più intima e personale. Secondo il cantante e bassista Tony “Demolition Man” Dolan, l’album intende rappresentare lo stato presente della band e riflettere sulle esperienze individuali, affrontando temi quali la morte, l’oscurità, la menzogna e la ricerca di autenticità.

##### Stile musicale
Il disco combina elementi di thrash, speed e black metal, caratterizzati da un’aggressività diretta e da strutture dinamiche. Le recensioni hanno evidenziato una maggiore intensità rispetto al precedente lavoro, con brani che alternano riff rapidi, blast beat e momenti più cadenzati. La voce di Dolan è stata descritta come ruvida ma più chiara e intelligibile rispetto agli standard tradizionali del genere.

###### Ricezione
Critici specializzati hanno sottolineato la differenza concettuale rispetto ad Avé: se quest’ultimo costituiva un omaggio alla storia della band, There’s Only Black è stato accolto come un’opera più matura e personale, segnata dall’esperienza di vita dei membri e dal nuovo apporto stilistico della formazione.

## Tracce
1. How Many Can Die – 3:20
2. Infinitum – 3:47
3. Come to Me – 3:45
4. There's Only Black – 4:49
5. Tyrant – 5:25
6. Don't Feed Me Your Lies – 5:51
7. Man as God – 3:22
8. Burn Liar Burn – 5:32
9. Nine – 3:34
10. Rampant – 4:06
11. The Dance – 4:53
12. Inferno – 5:19

## Formazione
- Tony "Demolition Man" Dolan – voce e basso
- Jeffrey "Mantas" Dunn – chitarra
- Jeramie "War Machine" Kling – batteria